# Az igazságosztó (televíziós sorozat)
Az igazságosztó (eredeti cím: Vengeance Unlimited) 1998 és 1999 között forgatott amerikai sorozat Michael Madsen és Kathleen York főszereplésével. A sorozat csupán egyetlen évadot élt meg és az ABC csatornáján futott. A főszereplője Mr. Chapel, mint az Igazságosztó, aki megoldatlan, vagy eltussolt bűnügyeket derít fel és gondoskodik arról, hogy a bűnösök mindig megbűnhődjenek. A sorozat alkotói John McNamara és David Simkins voltak.
Magyarországon először az RTL Klub mutatta be 1999. május 6-án.

## A történet
Mr. Chapel (Michael Madsen) egy rejtélyes figura, akiről keveset tudni. Ismeretlen a keresztneve, a múltja, s azt sem tudni, hogy honnan nyert képesítést arra, hogy ennyire zseniális módon hajtsa végre akcióit. Chapelt nagyon bántja a világon tapasztalt rengeteg igazságtalanság, ezért ahol tud, ott segít. Chapel nem alkalmaz erőszakot, a bűntettek elkövetőivel szemben mindig saját módszerüket alkalmazza, fő eszköze a fondorlat, amellyel a gonosztevőket és csatlósaikat egymásnak ugrasztja, vagy olyan hibák elkövetésére provokálja, ami egyértelművé teszi bűnösségüket.
Chapelnek van egy elektromos sokkolója, de ezt is csak alkalmanként használja, ha épp el akar fogni valakit. Ellenfeleire törekszik pszichikai nyomással lenni, pl. halálra rémíteni őket. Nem riad attól sem vissza, hogy teljesen tönkretegye őket, de ezzel csak nyomatékkal akarja megmutatni azt, hogy ők mit is tettek mások ellen, s hogyan siklatták ki azok életét. Az apját a hatalmas vagyonért meggyilkoló lelketlen és érzelmektől mentes fiatal számítógépes zsenit, Ben Newtont (Rafer Weigel) az őrületbe kergeti, a lelketlen, szélsőségesen karrierista és arrogáns sztárügyvédet, Michael Dearbornt (Michael B. Silver) pedig porig alázza és eléri, hogy az ügyvédi kamara büntető eljárást indítson ellene, mert bizonyítékokat és tanúkat tüntetett el. Egy fiatal katonatiszt Aaron McClane (Travis Fine) hat évig elkerülhette a törvényt, mert megerőszakolt egy ázsiai lányt, Samantha Chint (Lauren Tom), míg Chuck Bidally (Dayton Callie) nyomozónak pedig komoly lelkiismeretfurdalása volt amiatt, hogy nem sikerült bebizonyítani a bűnösségét. Chapel összezavarja az erőszaktevőt, még a jóhírét is tönkreteszi a hadsereg előtt, hogy elhíreszteli róla, miszerint homokos lenne. Egykori bűntársa és katonatársa Jesse Fisher (Silas Weir Mitchell), aki segített elrabolni a lányt, szintén McClane ellen fordul, s Chapel révén a melegként elpletykált tiszt olyan börtönbe kerül, ahogy keményvonalas bűnözők szexuálisan inzultálják.
Chapel senkit sem öl meg, még ha brutális gyilkos az illető, vagy a bíróságra hagyja az ítélkezést, de az is megesik, hogy a bűnösök egymást pusztítják el.
Chapel segítőtársa KC Griffin (Kathleen York), akinek annak idején Chapel szintén segített. Griffin gyűjti be a szükséges dokumentumokat és keres adatokat a célszemélyekről, hogy minél jobban kiismerjék őket és kiszámítsák lehetséges reakcióikat. Mindketten olykor igen veszélyes feladatokat vállalnak el, hogy beépülnek az ellenfél soraiba, s kerülnek közvetlenül veszélybe. Chapel könnyen kivágja magát, s mindig vigyázz KC-re is. Rettentően ügyes, leleményes és igen gyorsan képes kereket oldani, szinte láthatatlanul mozog.
Chapelt az elvei vezetik és nem kér pénzt. Bár ha mód adódik rá, mert vagyonos a kuncsaftja, úgy egymillió dollárt kér, mivel így tudja finanszírozni tevékenysége folytatását. Többnyire azonban mindig csak egy szívességet kér, s ha eljön az idő, úgy neki is tegyenek szolgálatot, amikor éppen segít valakin.

## A sorozat nézettsége
A sorozat összesen 16 epizódot élt meg. Az Egyesült Államokban nem sikerült jelentős nézettségre szert tennie, csupán 7 millió ember nézte a sorozatot, míg más tévé csatornák, mint az NBC Jóbarátok c. sorozata jóval felülmúlta a maga 23 milliós nézettségével, ezért az ABC egy évad után felfüggesztette a sorozatot.

## Szereplők
| Színész        | Szerep           | Magyar hang          |
| -------------- | ---------------- | -------------------- |
| Michael Madsen | Mr. Chapel       | Gesztesi Károly      |
| Kathleen York  | KC Griffin       | Prókai Annamária     |
| Gregg Henry    | Edward Pike      | Fazekas István       |
| Ray Wise       | Jack Schiller    | Balázsi Gyula        |
| Daniel Roebuck | William Hargess  | Kassai Károly        |
| LaReine Chabut | Lucy Hargess     | Németh Kriszta       |
| Krystal Benn   | Caroline Hargess | Molnár Ilona         |
| Allen Cutler   | Rick Delaney     | Reisenbüchler Sándor |

## Epizódok
| #   | Cím                                              | Rendező        | Író                           | Premier                               |
| --- | ------------------------------------------------ | -------------- | ----------------------------- | ------------------------------------- |
| 1.  | Különös kegyetlenség (Cruel and Unusual)         | James Frawley  | John McNamara, David Simkins  | 1998. szeptember 29. 1999. május 6.   |
| 2.  | A körülmények áldozata (Victim of Circumstances) | James Frawley  | Charles D. Holland            | 1998. október 1. 1999. május 13.      |
| 3.  | Bűnös város (Eden)                               | James Frawley  | John McNamara                 | 1998. október 8. 1999. május 20.      |
| 4.  | Keserű vég (Bitter End)                          | Lou Antonio    | David Simkins                 | 1998. október 15. 1999. június 3.     |
| 5.  | Korrupció (Justice)                              | Bill Norton    | Wendy Battles                 | 1998. október 22. 1999. június 10.    |
| 6.  | Politikai útvesztők (Ambition)                   | James Frawley  | Gary Rieck, John McNamara     | 1998. október 29. 1999. június 15.    |
| 7.  | Salvadori emlék (Security)                       | Mel Damski     | Tom Chenak                    | 1998. december 10. 1999. június 22.   |
| 8.  | Tettesből áldozat (Dishonorable Discharge)       | Bobby Roth     | Valerie Mayhew, Vivian Mayhew | 1998. december 17. 1999. június 29.   |
| 9.  | A fekete leves (Noir)                            | John Patterson | Valerie Mayhew, Vivian Mayhew | 1998. december 24. 1999. július 6.    |
| 10. | Vendetta (Vendetta)                              | Adam Nimoy     | Charles D. Holland            | 1999. január 7. 1999. július 13.      |
| 11. | A bizalom ára (Confidence)                       | Alan J. Levi   | Kim Newton                    | 1999. január 14. 1999. július 20.     |
| 12. | A végítélet (Judgment)                           | James Frawley  | John McNamara, David Simkins  | 1999. január 21. 1999. július 27.     |
| 13. | Főiskolai emlékek (Clique)                       | Bobby Roth     | Kim Newton, Wendy Battles     | 1999. január 28. 1999. augusztus 3.   |
| 14. | Piszkos trükk (Critical)                         | James Frawley  | Valerie Mayhew, Vivian Mayhew | 1999. február 4. 1999. augusztus 10.  |
| 15. | Kusza jogrend (Legalese)                         | Bill Norton    | Charles D. Holland            | 1999. február 11. 1999. augusztus 17. |
| 16. | Az üzlet az üzlet (Friends)                      | Perry Lang     | Kim Newton                    | 1999. február 25. 1999. augusztus 24. |

## Külső hivatkozások
- Az igazságosztó a PORT.hu-n (magyarul)
- Az igazságosztó az Internet Movie Database-ben (angolul)
- Az igazságosztó a Rotten Tomatoeson (angolul)
- Az igazságosztó a Box Office Mojón (angolul)